# みらいくーる
株式会社みらいくーるは、愛知県名古屋市中区に本社を置く芸能プロダクション。 

## 概要
2014年6月17日に設立。
東京都港区南青山に東京支社を有する。

## 事業内容
タレント、モデル、アーティストのマネジメント、プロデュース業務及びその請負業務など。

## 所属タレント
※2020年9月末時点。
タレント、モデル、フリーアナウンサー、インフルエンサー
- 星島沙也加（グラビアタレント、モデル） - エヴァンゲリオンレーシングRQ 2016 シンジ役
- 小野晴香（歌手、タレント） - 元SKE48
- 菊池優（フリーアナウンサー） - とちぎ未来大使、栃木市ふるさと大使
- 宮田みほ（シンガーソングライター、タレント） - 元プロ野球選手・宮田征典の姪
- かとこ（モデル、タレント） - ミスオブミス 2018 ファイナリスト
- Lica（タレント、インフルエンサー）
- Mew（タレント）
- 後藤真由子（タレント） - 元SKE48

アーティスト
- しがせいこ（シンガー） - 蒲郡市観光大使　※アンジェリックから移籍
- Under Gem
- 6cm
- Rosy Color

その他
- 友永翔太（スポーツコメンテーター） - 元中日ドラゴンズ

## 過去の主な所属タレント
- 矢神久美 - 元SKE48